# Blanktjärnen (Hotagens socken, Jämtland, 710084-144952)
Blanktjärnen är en sjö i Krokoms kommun i Jämtland och ingår i Indalsälvens huvudavrinningsområde. Sjön har en area på 0,0955 kvadratkilometer och ligger 648,1 meter över havet. Blanktjärnen ligger i Gråberget-Hotagsfjällen Natura 2000-område.

## Delavrinningsområde
Blanktjärnen ingår i det delavrinningsområde (710362-144683) som SMHI kallar för Ovan None. Medelhöjden är 701 meter över havet och ytan är 44,02 kvadratkilometer. Räknas de 3 avrinningsområdena uppströms in blir den ackumulerade arean 62,75 kvadratkilometer. Lakavattsån (Haraån) som avvattnar avrinningsområdet har biflödesordning 3, vilket innebär att vattnet flödar genom totalt 3 vattendrag innan det når havet efter 274 kilometer. Avrinningsområdet består mestadels av skog (73 procent) och kalfjäll (15 procent). Avrinningsområdet har 0,77 kvadratkilometer vattenytor vilket ger det en sjöprocent på 1,7 procent.